# Гварато (Трапани)
Гварато је насеље у Италији у округу Трапани, региону Сицилија.
Према процени из 2011. у насељу је живело 901 становника. Насеље се налази на надморској висини од 59 м.